# Johnsonville (Illinois)
Johnsonville es una villa ubicada en el condado de Wayne en el estado estadounidense de Illinois. En el Censo de 2010 tenía una población de 77 habitantes y una densidad poblacional de 140,24 personas por km².

## Geografía
Johnsonville se encuentra ubicada en las coordenadas 38°31′15″N 88°32′18″O / 38.52083, -88.53833. Según la Oficina del Censo de los Estados Unidos, Johnsonville tiene una superficie total de 0.55 km², de la cual 0.55 km² corresponden a tierra firme y (0%) 0 km² es agua.

## Demografía
Según el censo de 2010, había 77 personas residiendo en Johnsonville. La densidad de población era de 140,24 hab./km². De los 77 habitantes, Johnsonville estaba compuesto por el 88.31% blancos, el 0% eran afroamericanos, el 3.9% eran amerindios, el 2.6% eran asiáticos, el 0% eran isleños del Pacífico, el 2.6% eran de otras razas y el 2.6% pertenecían a dos o más razas. Del total de la población el 2.6% eran hispanos o latinos de cualquier raza.